# 陸春齡
陸春齡（1921年—2018年5月22日），中國笛子演奏家、作曲家，曾任上海音乐学院教授、上海江南丝竹学会会长，被譽為“中國笛王”。中國國家級非物質文化遺產傳承人。

## 生平
1921年，陸春齡出生于上海，7岁時随一位老皮匠學吹笛子，13歲在上海的廣播電台演出。長大後，他曾在江南造船厂當過工人，後來又在祥生出租汽车公司当汽車司機。
他在1940年成為中国国乐团創始成員之一，1949年之後又參與了上海民族乐团的籌備工作，1954年起開始在上海音乐学院兼職教書，1955年夏随中国文化代表团訪問印尼，在雅加達演出時，因為觀眾過多，印尼警察不得不鳴槍以維持秩序。1976年，他正式成為上海音乐学院竹笛专业的教授。
他于2018年5月22日上午8點53分在中山医院去世。

## 獎項
- 1989年，第一屆中國金唱片獎（《鷓鴣飛》）[3]
- 2009年，第七届中國音樂金鐘獎终身成就奖[2]
- 2010年，上海文艺家终身荣誉奖[2]

## 外部連結
- YouTube上的陸春齡頻道
- 一代宗師、中國笛王陸春齡逝世，享年97歲  （页面存档备份，存于）